# Saint Martin
Saint Martin (in olandese Sint Maarten) è un'isola e una regione ultraperiferica dell'Unione europea situata a circa 240 km di distanza ad est di Porto Rico, nella sezione nord-orientale dei Caraibi. Rientra nel gruppo delle Isole Sopravento Settentrionali nelle Piccole Antille. Con una superficie di 87 km², è la più piccola isola abitata a essere divisa fra due stati diversi:
- la parte meridionale, nota come Sint Maarten, nazione costitutiva del Regno dei Paesi Bassi, fino al 10 ottobre 2010 faceva parte delle Antille Olandesi;
- la parte settentrionale, collettività d'oltremare autonoma della Repubblica francese, fino al 21 febbraio 2007 faceva parte del dipartimento d'oltremare di Guadalupa.

I due territori sono conosciuti come "Sint Maarten/Saint Martin", "St. Martins", o semplicemente "SXM" (SXM è un codice IATA) che identifica l'Aeroporto internazionale Principessa Giuliana, l'aeroporto internazionale dell'isola.
La metà francese di Saint-Martin si è vista assegnare il codice ISO 3166-1 MF (2 lettere), MAF (3 lettere) e 663 (numerico). Prima era codificata come GP (Guadalupa). La parte olandese ha ricevuto il codice ISO 3166-1 SX.

## Storia
La storia di Saint Martin ha molti punti in comune con altre isole dei Caraibi. I suoi primi abitanti furono gli Amerindi, seguiti dagli europei che vi introdussero la schiavitù.

### Gli inizi
Gli oggetti più antichi ritrovati appartenevano ai primi coloni dell'isola, probabilmente indiani Ciboney (un sottogruppo degli indios Arawak) e risalgono a circa 3.500 anni fa. Successivamente un altro gruppo di Arawak arrivò nell'800 d.C. dal bacino dell'Orinoco nel Sud America. Grazie alle saline presenti nel territorio, l'isola venne chiamata "Soualiga" o Terra del Sale. La società era basata su allevamento e pesca, e le famiglie vivevano in villaggi dai tetti di paglia abbastanza forti da resistere agli uragani. La loro pacifica civiltà attribuiva grande importanza alla ricerca artistica e spirituale.
La vita di questi insediamenti fu sconvolta dall'arrivo degli indiani Caribe, provenienti dalla stessa regione da cui erano giunti prima gli Arawak. A differenza di questi ultimi, i Caribe erano un popolo guerriero e uccisero i maschi Arawak, riducendo in schiavitù le donne. Quando gli europei cominciarono ad esplorare i Caraibi, la società Caribe aveva quasi completamente soppiantato quella Arawak.

### Era coloniale
L'11 novembre 1493, Cristoforo Colombo, durante il suo secondo viaggio nelle Americhe, avvistata l'isola, la battezzò Isla de San Martín per onorare la ricorrenza di san Martino di Tours. Tuttavia, anche se rivendicata immediatamente come territorio spagnolo, Colombo non vi sbarcò, e per la Spagna la colonizzazione dell'isola rimase una bassa priorità.
La Francia e i Paesi Bassi, invece, ambivano al suo possesso. Mentre i francesi volevano colonizzare tutte le isole tra Trinidad e Bermuda, gli olandesi consideravano San Martín un punto strategico a metà strada tra le loro colonie di New Amsterdam (oggi New York) e il Brasile. Incontrata poca resistenza da parte degli abitanti autoctoni, gli olandesi si impossessarono facilmente dell'isola e vi fondarono un insediamento nel 1631, costruendo Fort Amsterdam a protezione dalle possibili invasioni. Jan Van Campen Claeszen divenne il suo primo governatore e, subito dopo, la Compagnia delle Indie Olandesi cominciò l'estrazione del sale. Successivamente anche francesi e inglesi crearono alcuni insediamenti sull'isola. Visto il successo commerciale di queste colonie e volendo mantenere il loro controllo sul commercio del sale, anche gli spagnoli si resero infine conto della posizione strategica di San Martín. La Guerra degli Ottant'anni che infuriava tra Spagna e Paesi Bassi fornì un ulteriore incentivo ad attaccare.
Le forze spagnole strapparono il controllo dell'isola agli olandesi nel 1633, deportando tutti i coloni. A Point Blanche fu costruito un forte spagnolo. Nonostante vari tentativi per riconquistare San Martín, gli olandesi fallirono ripetutamente. Quindici anni dopo la conquista spagnola, la Guerra degli Ottant'anni terminò.
Dal momento che non avevano più necessità di una base nei Caraibi e San Martín generava a malapena profitti economici, gli spagnoli persero interesse alla difesa del territorio e nel 1648 abbandonarono l'isola.
Con l'isola di nuovo libera, sia gli olandesi che i francesi colsero al volo l'occasione per ristabilire i loro insediamenti. Coloni olandesi giunsero da Sint Eustatius, mentre i francesi arrivarono da Saint Kitts. Dopo qualche conflitto iniziale, entrambe le parti si resero conto che nessuna delle due avrebbe ceduto facilmente. Preferendo evitare una guerra totale, le due nazioni firmarono il Trattato di Concordia del 1648 che divideva l'isola in due.
A dispetto del trattato, i rapporti tra le due parti non furono sempre cordiali. Tra il 1648 e il 1816, vari conflitti spostarono le frontiere per ben sedici volte.
Diverse leggende locali raccontano come il confine fu tracciato: le due nazioni affidarono ciascuna ad un proprio rappresentante il compito di camminare lungo la costa dell'isola: una volta partiti dal medesimo punto in direzioni opposte, l'altro punto dove si sarebbero nuovamente incontrati avrebbe contribuito a tracciare la linea di demarcazione.
Nel 1651 l'isola venne comprata dal Sovrano Militare Ordine di Malta, che ne fece una delle sue colonie, pur rimanendo sotto la sovranità nominale francese.
Anche se gli spagnoli erano stati i primi ad importare schiavi per l'isola, il loro numero all'epoca era ancora ridotto. Con le nuove coltivazioni del cotone, del tabacco e dello zucchero, una imponente massa di schiavi fu quindi introdotta sull'isola per lavorare nelle piantagioni. La popolazione degli schiavi crebbe rapidamente, superando di molto quella dei proprietari terrieri. Sottoposti a trattamenti crudeli, gli schiavi fecero esplodere tumulti e ribellioni. Il loro numero schiacciante rendeva impossibile ignorare il fenomeno. Il 12 luglio 1848 la schiavitù fu infine abolita nella parte francese. Gli olandesi seguirono l'esempio quindici anni dopo.

### Nel XX secolo
Dopo l'abolizione della schiavitù, l'economia legata alle piantagioni declinò e il benessere dell'isola ne soffrì gravemente. Nel 1939 Saint Martin ricevette un notevole impulso quando fu dichiarata porto franco.
Nel 1994 il Regno dei Paesi Bassi e la Francia hanno firmato il trattato franco-olandese sul controllo congiunto delle frontiere di Saint Martin sui cosiddetti "voli a rischio". Dopo qualche ritardo, il trattato è stato ratificato nel novembre 2006 nei Paesi Bassi, e successivamente è entrato in vigore il 1º agosto 2007. Anche se il trattato è attualmente in vigore, le sue disposizioni non sono ancora implementate, in quanto il gruppo di lavoro previsto nel trattato non è stato ancora insediato. Saint-Martin ha ricevuto il codice ISO 3166-1 MF nell'ottobre del 2007. Lo status della parte olandese sarebbe dovuto cambiare in nazione costitutiva all'interno del Regno dei Paesi Bassi nel dicembre 2008, ma è stato ratificato solo il 10 ottobre 2010. La parte olandese ha ora il codice ISO 3166-1 SX. Attualmente, il turismo fornisce la spina dorsale dell'economia per entrambi i lati dell'isola.

## Geografia

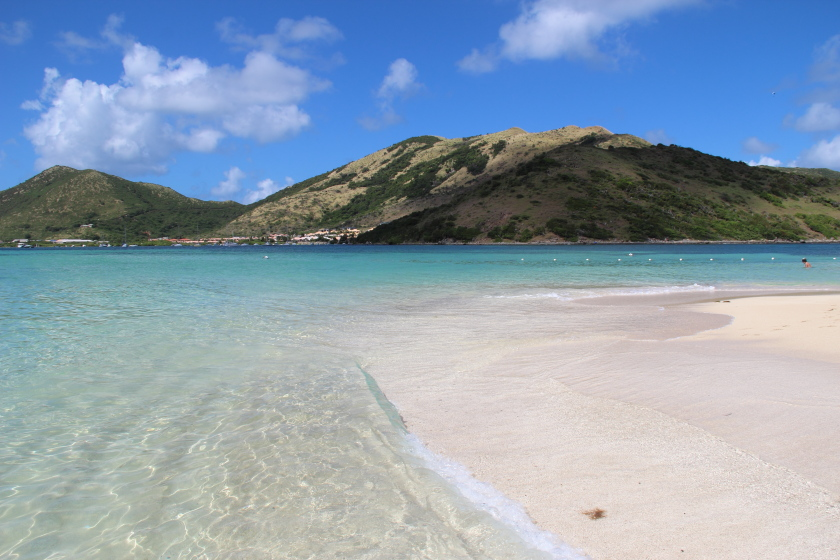
La spiaggia di Pinel Island

Saint Martin ha una superficie di 87 km², 53 dei quali sotto la sovranità della Francia e 34 che formano l'omonima nazione costitutiva del Regno dei Paesi Bassi.
Le città principali sono Philipsburg (lato olandese) e Marigot (lato francese). Mentre la città con la più alta popolazione, Marigot, si trova sul versante francese, la parte olandese è più densamente popolata.
Il rilievo più alto è il Pic Paradis (424 m), al centro di una catena di colline (versante francese). Non ci sono fiumi sull'isola, ma molti torrenti temporanei. Sentieri escursionistici danno accesso alla foresta che copre cime e pendii.
Saint Martin si trova a sud dell'isola inglese di Anguilla e a nord-ovest di Saint-Barthélemy.

## Turismo

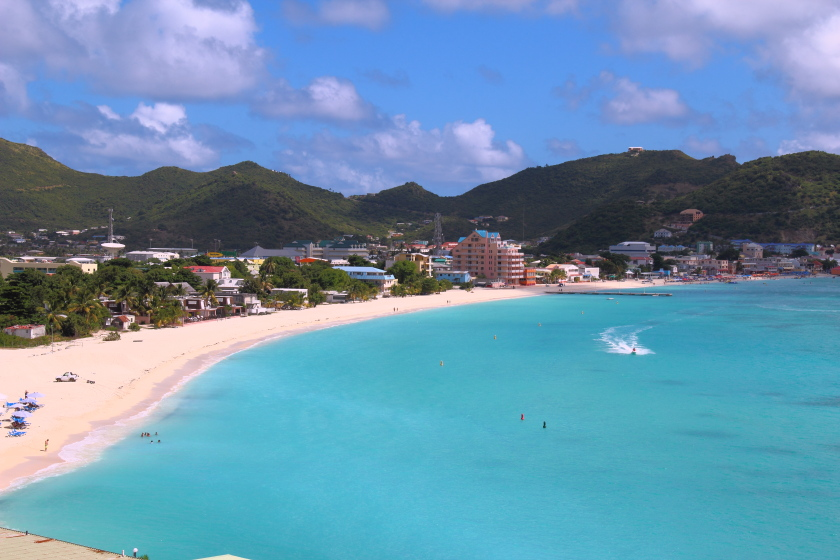
Philipsburg e la Great Bay

La parte olandese di St. Martin è nota per la sua vita notturna, le spiagge, i casinò, le gioiellerie duty-free e le bevande esotiche a base di rum.
La parte francese è conosciuta invece per le sue spiagge per nudisti, lo shopping (compresi i mercati all'aperto) e la ricca cucina francese e creola dei Caraibi.
L'inglese è la lingua più comunemente parlata, ma esiste un dialetto locale. Le lingue ufficiali sono il francese e l'inglese per Saint-Martin (francese), e l'olandese e l'inglese per Sint-Maarten (olandese).
L'isola dispone di molte strutture ricettive, tra cui hotel, ville, multiproprietà, molte delle quali disponibili per l'affitto o la vendita.
Le auto a noleggio sono la principale modalità di trasporto per i visitatori che soggiornano sull'isola.
Poiché l'isola si trova lungo la zona di convergenza intertropicale, è talvolta minacciata da tempeste tropicali nella stagione estiva e all'inizio dell'autunno.
L'isola conta 37 spiagge, tutte raggiungibili facilmente via terra, tranne l'isolotto di Pinel Island al quale si arriva con 5 minuti di barca dall'imbarcadero di Cul de Sac.
Le spiagge possono essere raggruppate in 4 grossi gruppi.
- Spiagge oceaniche: raggruppate sul lato est, comprendenti le famose spiagge di Orient Bay, Cul de Sac, Oyster Pond, Dawn Beach esposte agli alisei e con mare tendenzialmente mosso e sabbia di colore chiaro-dorato.
- Spiagge della parte nord: Anse Marcel, Petit Plage, Happy Bay e Fryar's Bay, con sabbia color dorato e mare quasi sempre calmo.
- Spiagge di Terres Basses: tipiche spiagge caraibiche di sabbia bianca e con mare piatto; spesso deserte, sono la meta preferita dei turisti francesi ed europei in generale. Fanno parte di questo gruppo Baie Rouge, Baie aux Prunes, Baie Longue, Mullet Bay (in parte attrezzata) e la famosa spiaggia dell'aeroporto SXM Maho Bay.
- Spiagge esposte a Sud: generalmente con mare calmo poiché al riparo dagli Alisei. La più nota è Simpson Bay, per quasi tutta la lunghezza allineata alla pista dell’aeroporto Princess Juliana, Indigo Bay, Little Bay e Great Bay, la spiaggia della capitale Philipsburg.

## Clima
La temperatura media annua è di 27 °C (min 17 °C, max 35 °C) e la temperatura superficiale del mare 26,4 °C. Il totale delle precipitazioni medie annuali è di 995 mm.

## Valuta
A Saint Martin la valuta locale è l'euro nella parte francese e il fiorino delle Antille Olandesi nella parte olandese, ma il dollaro USA viene accettato ovunque. Indipendentemente dal cambio ufficiale, in molte attività commerciali l'euro viene scambiato alla pari (1:1) con il dollaro USA. Negli alberghi sono accettate le principali carte di credito, richieste a garanzie degli extra.

## Fuso orario
L'isola condivide il fuso orario di Santiago del Cile e Manaus, UTC-4, ovvero 5 ore in meno dell'Italia in inverno e 6 ore in meno dell'Italia in estate.

## Comunicazioni
L'isola ha due sistemi telefonici separati. Dal 30 settembre 2011, Sint Maarten è parte del NANPA, il sistema di numerazione telefonica del Nord America, e ha il prefisso +1-721. La parte francese dell'isola ha il prefisso internazionale +590.

## Cucina
L'isola offre una scelta veramente molto ampia di ristoranti e cucine. Si possono gustare diversi sapori e specialità, passando dalla cucina francese a quella creola, dall'italiana alla sudamericana con le sue grandi carni rosse. Sono oltre 200 i ristoranti sull'isola, che è infatti conosciuta come la capitale caraibica dei gourmet. Tutte le materie prime sono importate e in cucina normalmente è al lavoro uno chef del paese d'origine.
La vera capitale gastronomica dell'isola è rappresentata dall'abitato di Grand Case nella parte francese dell'Isola, dove resistono ancora i famosi e tipici ristoranti “LOLO” nei quali è possibile mangiare pesce, crostacei e carni cucinati su improvvisate griglie.

## Trasporti

### Controlli alle frontiere
Nessuna delle due parti dell'isola fa parte dell'area Schengen; pertanto i controlli alle frontiere vengono eseguiti anche sui viaggiatori in arrivo dall'Europa. Raramente i controlli vengono effettuati ai confini tra le due parti francese e olandese dell'isola. Per fare escursioni nelle vicine isole di Anguilla e Saint-Barthélemy è necessario il passaporto.

### Aeroporti

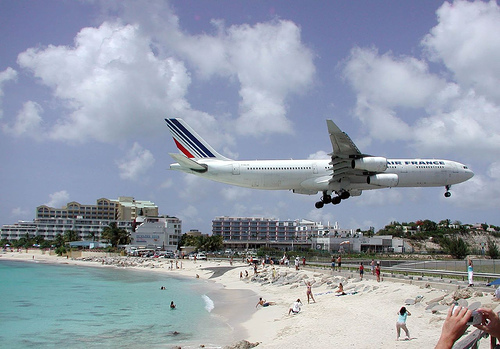
Tipica immagine di un aereo in atterraggio all'aeroporto Principessa Giuliana

L'isola è servita da molte compagnie aeree internazionali, anche su rotte intercontinentali. L'Aeroporto Internazionale Principessa Giuliana, il principale dell'isola, per via della sua pista di ridotte dimensioni e della sua posizione, stretto tra una grande collina e l'oceano Atlantico, è esso stesso un'attrazione turistica: gli appassionati di fotografia aerea o semplici curiosi si radunano a Maho Beach, la spiaggia sita a una delle estremità della pista, ove è possibile vedere passare a bassissima quota aerei di varie dimensioni, dai piccoli monomotore ai wide-body come gli Airbus 330. 
Nella parte francese dell'isola è presente anche l'aeroporto di Grand-Case Espérance, uno scalo aereo regionale, noto anche come L'Espérance, utilizzato prevalentemente per voli di corto raggio. Serve infatti le vicine Saint-Barthélemy, Anguilla, Saint Lucia e Guadalupa.
Trasporti locali
Sull’isola non esiste ferrovia. Gli spostamenti sono garantiti da taxi con tariffe predeterminate ma soprattutto da decine di minibus che percorrono in continuazione le strade principali esponendo sul parabrezza un cartello con la destinazione. Si possono fermare quasi ovunque ad un semplice cenno dei passeggeri e dati i costi bassi (1 o 2 dollari a tratta) rappresentano il più diffuso mezzo di trasporto per isolani e turisti.